# Pedro Sol Victorino
Pedro Sol Baeta Victorino de Souza Vieira, conhecido apenas como Pedro Sol Victorino (Saquarema, 8 de novembro de 2003) é um ator brasileiro.

## Carreira
Pedro Sol Victorino estreou na televisão em 2019, interpretando o rebelde Alfredo, filho de Júlio (Antonio Calloni) e Lola (Glória Pires), na primeira fase da versão da TV Globo de Éramos Seis, escrita por Angela Chaves.
Em 2022 interpretou Fabiano em Amor Perfeito, de Duca Rachid e Júlio Fischer.
Em 2023 atuou na minissérie Todo Dia a Mesma Noite da Netflix, que ficcionaliza o Incêndio na boate Kiss, que ocorrera dez anos antes, na cidade de Santa Maria no Rio Grande do Sul.
Em 2024 entrou no elenco da novela das nove Mania de Você de João Emanuel Carneiro, dando vida ao personagem Sumiu.

## Vida pessoal
Além da atuação, Pedro Sol também é fotógrafo e videomaker.

## Filmografia

### Televisão
| Ano     | Título                 | Personagem                      | Ref.        |
| ------- | ---------------------- | ------------------------------- | ----------- |
| 2019    | Éramos Seis            | Alfredo Abílio de Lemos (jovem) | [ 1 ]       |
| 2023    | Todo Dia a Mesma Noite | Luís Martins                    |             |
| 2023    | Amor Perfeito          | Fabiano Fonseca                 | [ 2 ] [ 4 ] |
| 2024–25 | Mania de Você          | Caio (Sumiu)                    | [ 3 ]       |

### Cinema
| Ano | Título | Personagem | Notas          | Ref.        |
| --- | ------ | ---------- | -------------- | ----------- |
| —   | Jacaré | Pedro      | Curta-metragem | [ 5 ] [ 6 ] |